# KBS World (kênh truyền hình)
KBS World là kênh truyền hình Hàn Quốc của Korean Broadcasting System hướng đến khán giả xem đài ngoài Hàn Quốc. Chính thức hoạt động ngày 1 tháng 7 năm 2003. Phát sóng chủ yếu ở Hàn Quốc, nhưng phụ đề tiếng Anh, tiếng Trung và tiếng Malay cũng được cung cấp. Phiên bản HD của kênh được phát sóng vào 3 tháng 9, đối với một số vùng như châu Á, tây Âu, châu Phi và châu Đại Dương. Phiên bản SD sẽ vẫn có sẵn tại các vùng và không có gì thay đổi.
Ngoài các tín hiệu từ Seoul, có 2 dịch vụ riêng được quản lý bởi các công ty con của KBS phục vụ cho một số thị trường đặc biệt: bản Nhật của KBS World, quản lý bởi KBS Japan, phục vụ cho khán giả Nhật Bản, trong khi đó bản Mỹ của KBS World, quản lý bởi KBS America, phục vụ cho người Hàn ở Bắc Mỹ.

## Chương trình
Chương trình truyền hình trên KBS World lấy nguồn từ các kênh truyền hình trong nước của đài KBS: KBS1 và KBS2. Tất cả các thể loại chương trình có thể xem được trong dịch vụ truyền hình KBS World bao gồm tin tức, phim truyền hình, phim tài liệu, thể thao và chương trình thiếu nhi. Phát sóng chủ yếu ở Hàn Quốc, nó cũng hiển thị tiếng Anh trong phần bản tin. Dưới đây là tên nền tảng và số thứ tự kênh, ngoại trừ Nhật Bản, Mỹ và Canada, được sáp nhập vào bảng thông tin sau:

## Đối tác địa phương
Tính đến tháng 12 năm 2009, KBS World cung cấp cho 40 triệu người xem trên toàn thế giới của 71 quốc gia. Các nhà cung cấp dịch vụ cáp hoặc vệ tinh DTH xem KBS World như dịch vụ 24 giờ của gói kênh của họ. Một số đối tác địa phương sau:
| Truyền hình quốc gia | Loại                             | Nền tảng                                                                         | Tên kênh                                                                | Kênh #                                                        | Gói | Thể loại                                                                                       | Thuê bao (hộ gia đình)                                                                                                  | Phủ sóng | Ghi chú |
| -------------------- | -------------------------------- | -------------------------------------------------------------------------------- | ----------------------------------------------------------------------- | ------------------------------------------------------------- | --- | ---------------------------------------------------------------------------------------------- | --- | --- | --- |
| Mỹ                   | Vệ tinh                          | Dish Network                                                                     | KBS America                                                             | 9850, 652, 704                                                | America top 120 (cung cấp 120 kênh yêu thích) Cơ bản - $39.99/tháng Lưu trữ ngày 28 tháng 1 năm 2012 tại Wayback Machine                                                          | Công cộng                                                                                      | 14.1 triệu gia đình (hoặc 40 triệu người xem) - 1 tháng 3 năm 2010 Lưu trữ ngày 17 tháng 4 năm 2018 tại Wayback Machine | Toàn quốc (Mỹ) | Gói America top 120 chỉ có 2 kênh châu Á. (KBS,CCTV) |
| Mỹ                   | Vệ tinh                          | Dish Network                                                                     | KBS America                                                             | 9850,652, 704                                                 | Gói Latino (DishMÉXICO) - $19.99/tháng Lưu trữ ngày 28 tháng 1 năm 2012 tại Wayback Machine                                                                                       | Công cộng                                                                                      | | Toàn quốc (Mỹ) | DishMÉXICO, với hơn 55 kênh tiếng Tây Ban Nha và tiếng Anh. |
| Mỹ                   | Cáp                              | Time Warner Cable                                                                | KBS America                                                             | 159                                                           | Choice Tier Lưu trữ ngày 13 tháng 5 năm 2011 tại Wayback Machine |                                                                                                | | Miền Nam California 216 thành phố (Los Angeles, quận Cam, Lưu trữ ngày 13 tháng 1 năm 2014 tại Wayback Machine Hollywood Lưu trữ ngày 13 tháng 1 năm 2014 tại Wayback Machine, Beverly Hills Lưu trữ ngày 13 tháng 1 năm 2014 tại Wayback Machine....)                                                | |
| Mỹ                   | Cáp                              | Cox Cable                                                                        | KBS America                                                             | 473                                                           | Miễn phí TV Pak Lưu trữ ngày 25 tháng 10 năm 2013 tại Wayback Machine |                                                                                                | | Palos Verdes, CA (Mỹ) | |
| Mỹ                   | Cáp                              | Cox Cable                                                                        | KBS America                                                             | 473                                                           | Miễn phí TV Pak |                                                                                                | | quận Cam, CA (Mỹ) | |
| Mỹ                   | Cáp                              | Comcast                                                                          | KO-AM TV Lưu trữ ngày 11 tháng 1 năm 2016 tại Wayback Machine           | 257                                                           | |                                                                                                | | Seattle, WA (Mỹ) | |
| Mỹ                   | Cáp                              | Cox Cable                                                                        | WKTV-KBS Lưu trữ ngày 26 tháng 3 năm 2011 tại Wayback Machine           | 450                                                           | International Tier |                                                                                                | | Quận Fairfax, VA (Mỹ) | |
| Mỹ                   | Cáp                              | Comcast                                                                          | WKTVX-KBS                                                               | 668 Lưu trữ ngày 26 tháng 3 năm 2011 tại Wayback Machine      | |                                                                                                | | Quận Montgomery, Quận Baltimore, Lưu trữ ngày 26 tháng 3 năm 2011 tại Wayback Machine MD(USA) | |
| Mỹ                   | Cáp                              | Time Warner Cable                                                                | MKTV (Media Korea)                                                      | 532 (TWC)                                                     | DTValue (gói TWC) Lưu trữ ngày 13 tháng 1 năm 2014 tại Wayback Machine |                                                                                                | | New York/New Jersey (Mỹ) | |
| Mỹ                   | Cáp                              | Cablevision                                                                      | MKTV (Media Korea) Lưu trữ ngày 13 tháng 1 năm 2014 tại Wayback Machine | 261 (CV) Lưu trữ ngày 29 tháng 7 năm 2010 tại Wayback Machine | |                                                                                                | | New York/New Jersey (Mỹ) | |
| Mỹ                   | Cáp                              | Charter Communications                                                           | KTN Lưu trữ ngày 29 tháng 12 năm 2010 tại Wayback Machine               | 101, 102                                                      | Kênh 101 (LaGrange , Athens - Kĩ thuật số cơ bản), Kênh 102 (Quận Gwinnett , Smyrna - Kĩ thuật số cơ bản) Lưu trữ ngày 7 tháng 2 năm 2011 tại Wayback Machine                     |                                                                                                | | Metro Atlanta, GA (Mỹ) | |
| Mỹ                   | Truyền hình mặt đất              | WKTB-LD                                                                          | KTN, KBS (480i)                                                         | 47.2                                                          | Miễn phí, kĩ thuật số chuyển sang set-top box và ăng-ten nếu cần thiết |                                                                                                | | Metro Atlanta- KTN Kênh 47(W47DN), kênh kĩ thuật số 10KW là một kênh truyền hình qua không trung phủ sóng qua các vùng từ Gwinnett đến Fulton và từ Cobb đến Dekalb. Lưu trữ ngày 29 tháng 12 năm 2010 tại Wayback Machine, GA (Mỹ)                                                                   | |
| Mỹ                   | Truyền hình kỹ thuật số mặt đất  | KTSF                                                                             | KBS World                                                               | 26.3                                                          | Miễn phí, kĩ thuật số chuyển sang set-top box và ăng-ten nếu cần thiết |                                                                                                | | San Francisco, CA (Mỹ) | |
| Mỹ                   | Cáp                              | Time Warner Cable                                                                | KBS America                                                             | 80                                                            | Dịch vụ chuẩn (Kĩ thuật số)/Bao gồm w/Tất cả dịch vụ cơ bản Lưu trữ ngày 13 tháng 1 năm 2014 tại Wayback Machine                                                                  |                                                                                                | | Hawaii (Mỹ) | Có quan hệ đối tác bán hàng với KBFD-DT/Honolulu |
| Nhật Bản             | Vệ tinh                          | SKY PerfecTV                                                                     | KBS World                                                               | 656-HD, 791-SD                                                | Gói giá trị (Cơ bản) - ¥4,700/tháng Lưu trữ ngày 5 tháng 8 năm 2010 tại Wayback Machine                                                                                           | Drama và chương trình nước ngoài                                                               | 2.56 triệu | Toàn quốc (Nhật Bản) | Sky Perfect TV là nhà cung cấp truyền hình vệ tinh lớn nhất Nhật Bản Lưu trữ ngày 6 tháng 7 năm 2010 tại Wayback Machine Gói giá trị chỉ có một kênh từ châu Á của kênh nước ngoài (KBS World)                                                     |
| Nhật Bản             | Cáp                              | J:COM                                                                            | KBS World                                                               | 756                                                           | (Cơ bản) Lưu trữ ngày 19 tháng 7 năm 2010 tại Wayback Machine | Giải trí và văn hóa                                                                            | 3.27 triệu | Toàn quốc 40 thành phố (Nhật Bản) | Jupiter Telecommunications (J:COM), nhà điều hành cáp lớn nhất Nhật Bản |
| Nhật Bản             | Cáp                              | JCN (Japan CableNet), một đơn vị lớn thuộc KDDI Corp                             | KBS World                                                               | 313                                                           | デジ ックス(Digital max) ¥4,800/tháng Lưu trữ ngày 6 tháng 8 năm 2010 tại Wayback Machine                                                                                         | Giải trí                                                                                       | 900,000 thuê bao (vào cuối tháng 9 năm 2009)                                                                            | 20 thành phố Lưu trữ ngày 21 tháng 8 năm 2010 tại Wayback Machine Tokyo,Osaka....(Nhật Bản) | Japan Cablenet, nhà cung cấp dịch vụ cáp lớn thứ hai Nhật Bản |
| Nhật Bản             | Băng thông rộng                  | ひかりTV (Hikari tv) - NTT Hikari-TV network                                     | KBS World                                                               | 552-HD, 883-SD                                                | ベーシックチャンネル (Kênh cơ bản) | Giải trí                                                                                       | 700,000 thuê bao (27.05.09)                                                                                             | Toàn quốc (Nhật Bản) | Nippon Telegraph and Telephone Corporation (日本電信電話株式会社), thường được biết đến NTT, là công ty điện thoại thống trị thị trường viễn thông Nhật Bản. NTT là công ty viễn thông lớn nhất châu Á, và lớn thứ hai trên thế giới về doanh thu. |
| Nhật Bản             | Băng thông rộng                  | BBTV- Yahoo Japan Broadband Lưu trữ ngày 16 tháng 4 năm 2011 tại Wayback Machine | KBS World                                                               | 210 Lưu trữ ngày 13 tháng 6 năm 2010 tại Wayback Machine      | | Giải trí                                                                                       | | Toàn quốc (Nhật Bản) | |
| Nhật Bản             | Cáp                              | MCN-Miyazaki (宮 崎) Cable tv                                                    | KBS World                                                               | 51 Lưu trữ ngày 20 tháng 10 năm 2008 tại Wayback Machine      | (Cơ bản) ¥3,990/tháng Lưu trữ ngày 5 tháng 9 năm 2008 tại Wayback Machine | Giải trí                                                                                       | | Miyazaki (Nhật Bản) | |
| Nhật Bản             | Cáp                              | Starcat Cable Network                                                            | KBS World                                                               | 311 Lưu trữ ngày 9 tháng 5 năm 2007 tại Wayback Machine       | |                                                                                                | | Nagoya (Nhật Bản) | |
| Nhật Bản             | Cáp                              | Komadori cáp                                                                     | KBS World                                                               | 301                                                           | Chương trình kĩ thuật số ¥4,200/tháng Lưu trữ ngày 11 tháng 7 năm 2010 tại Wayback Machine                                                                                        |                                                                                                | | Nara (奈 良縣) (Japan) | |
| Nhật Bản             | Cáp                              | KCN Kyoto                                                                        | KBS World                                                               | 301 Lưu trữ ngày 13 tháng 1 năm 2014 tại Wayback Machine      | Kĩ thuật số cộng ¥4,095/tháng Lưu trữ ngày 13 tháng 1 năm 2014 tại Wayback Machine                                                                                                |                                                                                                | | Kyoto (京都) (Nhật Bản) | |
| Nhật Bản             | Cáp                              | Baycom TV                                                                        | KBS World HD                                                            | 547 Lưu trữ ngày 25 tháng 4 năm 2010 tại Wayback Machine      | Baycom TV HDTV (Cơ bản) ¥3,045/tháng Lưu trữ ngày 4 tháng 7 năm 2010 tại Wayback Machine                                                                                          |                                                                                                | | Osaka (大阪) (Nhật Bản) | |
| Nhật Bản             | Cáp                              | Itscom                                                                           | KBS World                                                               | 301                                                           | Mini pak (tùy chọn), Max pak (Cơ bản) |                                                                                                | | Tokyo, Kanagawa (Nhật Bản) | |
| Nhật Bản             | Cáp                              | Honjo TV                                                                         | KBS World                                                               | 276                                                           | (Cơ bản) Lưu trữ ngày 2 tháng 5 năm 2010 tại Wayback Machine | Giải trí                                                                                       | | Honjō, Saitama (Nhật Bản) | |
| Nhật Bản             | Cáp                              | Cable TV Adachi                                                                  | KBS World                                                               | 791                                                           | (Cơ bản) Lưu trữ ngày 29 tháng 5 năm 2010 tại Wayback Machine | 海外ドラマ・バラエティ・韓流 ¥4,400/tháng Lưu trữ ngày 28 tháng 5 năm 2010 tại Wayback Machine | | Adachi, Tokyo (Nhật Bản) | |
| Nhật Bản             | Cáp                              | JCTV                                                                             | KBS World                                                               | 791                                                           | (Cơ bản) Lưu trữ ngày 29 tháng 4 năm 2009 tại Wayback Machine | Drama ¥3,990/tháng Lưu trữ ngày 26 tháng 4 năm 2009 tại Wayback Machine                        | | Tokushima 德島 (Nhật Bản) | |
| Nhật Bản             | Cáp                              | Lucky-town tv                                                                    | KBS World                                                               | 14                                                            | (Cơ bản) ¥4,200/tháng Lưu trữ ngày 13 tháng 6 năm 2010 tại Wayback Machine | Tiếng nước ngoài                                                                               | | Kuwana, Mie 桑名市 Lưu trữ ngày 16 tháng 2 năm 2011 tại Wayback Machine (Nhật Bản) | |
| Nhật Bản             | Cáp                              | K-CAT                                                                            | KBS World                                                               | 791                                                           | (Cơ bản) Lưu trữ ngày 29 tháng 7 năm 2010 tại Wayback Machine | Tiếng nước ngoài ¥4,515/tháng Lưu trữ ngày 25 tháng 3 năm 2010 tại Wayback Machine             | | Osaka, Hyogo, Kyoto, Siga, Nara, Wakayama Lưu trữ ngày 27 tháng 5 năm 2010 tại Wayback Machine (Nhật Bản) | |
| Nhật Bản             | Cáp                              | eonet                                                                            | KBS World HD                                                            | C890                                                          | CS digital (Cơ bản) |                                                                                                | | Osaka (Nhật Bản) | |
| Trung Quốc           | Vệ tinh                          | SINOSAT                                                                          | KBS World                                                               |                                                               | |                                                                                                | | Toàn quốc (Trung Quốc) | Trung Quốc kiềm chế các kênh truyền hình nước ngoài KBS chỉ có trong khách sạn hoặc khu vực khác Lưu trữ ngày 6 tháng 7 năm 2010 tại Wayback Machine                                                                                               |
| Hồng Kông            | Cáp                              | Cable TV Hong Kong (i-CABLE Communications Limited)                              | KBS World                                                               | 36                                                            | Dịch vụ cơ bản - HK$399/tháng Lưu trữ ngày 19 tháng 7 năm 2012 tại Wayback Machine                                                                                                | Tiếng nước ngoài                                                                               | 1 triệu thuê bao trả phí                                                                                                | Toàn quốc (Hồng Kông) | I-Cable, nhà điều hành truyền hình trả phí lớn nhất Hồng Kông dành cho khách hàng |
| Ma Cao               | Cáp                              | Macau Cable TV                                                                   | KBS World                                                               | 180                                                           | Dịch vụ cơ bản Lưu trữ ngày 21 tháng 12 năm 2008 tại Wayback Machine | Quốc tế                                                                                        | | Ma Cao | |
| Malaysia             | Vệ tinh                          | Astro                                                                            | KBS World                                                               | 303                                                           | Tất cả phụ đề Lưu trữ ngày 13 tháng 1 năm 2014 tại Wayback Machine(Kênh miễn phí với tất cả phụ đề)                                                                               | Kênh xem trước – có sẵn cho tất cả thuê bao trong thời gian nhất định                          | 2.875 triệu | Toàn quốc (Malaysia) | Astro, là nhà điều hành truyền hình trả phí lớn nhất Malaysia (đại diện 45% TV gia đình ở Malaysia) |
| Brunei               | Vệ tinh                          | Kristal-Astro                                                                    | KBS World                                                               | 303                                                           | Tất cả phụ đề Lưu trữ ngày 13 tháng 1 năm 2014 tại Wayback Machine(Kênh miễn phí với tất cả phụ đề)                                                                               | Kênh xem trước – có sẵn cho tất cả thuê bao trong thời gian nhất định                          | | Toàn quốc (Brunei) | |
| Singapore            | Cáp                              | StarHub TV                                                                       | KBS World                                                               | 173→115 (30 tháng 4 năm 2010) StarHub TV                      | Tất cả phụ đề (Miễn phí các kênh quốc tế) Lưu trữ ngày 23 tháng 7 năm 2010 tại Wayback Machine                                                                                    | Kênh miễn phí với phụ đề của StarHub TV                                                        | 524,000 Lưu trữ ngày 13 tháng 1 năm 2014 tại Wayback Machine                                                            | Toàn quốc (Singapore) | StarHub là nhà điều hành truyền hình trả phí lớn nhất Singapore (90% thị trường) Lưu trữ ngày 14 tháng 6 năm 2010 tại Wayback Machine |
| Singapore            | IPTV                             | mio TV                                                                           | KBS World                                                               | 38                                                            | |                                                                                                | | Toàn quốc (Singapore) | mio TV là dịch vụ truyền hình 24 giờ, giới thiệu bởi SingTel |
| Singapore            | Mobile TV - (Điện thoại di động) | SingTel - (TNHH Viễn thông Singapore)                                            | KBS World                                                               | -                                                             | Miễn phí 4 kênh trong gói MobileTV Entertainment, bao gồm MediaCorp Channel 8 Prime Time và KBS World Lưu trữ ngày 13 tháng 1 năm 2014 tại Wayback Machine                        |                                                                                                | | Toàn quốc (Singapore) | |
| Thái Lan             | Cáp                              | TCTA                                                                             | KBS World                                                               | ?                                                             | Dịch vụ cơ bản Lưu trữ ngày 24 tháng 4 năm 2009 tại Wayback Machine |                                                                                                | 2.5 triệu (hộ gia đình) hay 12 triệu người xem Lưu trữ ngày 10 tháng 1 năm 2010 tại Wayback Machine                     | Toàn quốc (Thái Lan) | TCTA (Thailand Cable TV Association) là một tổ chức với hơn 250 doanh nghiệp địa phương Lưu trữ ngày 10 tháng 1 năm 2010 tại Wayback Machine |
| Indonesia            | Vệ tinh                          | Indovision                                                                       | KBS World                                                               | 353                                                           | Venus (Cơ bản) - Rp. 149.000/tháng |                                                                                                | | Toàn quốc (Indonesia) | |
| Indonesia            | Cáp                              | First Media                                                                      | KBS World                                                               | 262                                                           | HomeCable family (Cơ bản) - Rp. 60/tháng Lưu trữ ngày 14 tháng 1 năm 2010 tại Wayback Machine                                                                                     |                                                                                                | | Jabotabek, (khu vực thủ đô Jakarta) và Surabaya (Indonesia) | PT First Media Tbk (First Media), là nhà cung cấp dịch vụ mạng bang thông lớn nhất Indonesia |
| Philippines          | Cáp                              | SkyCable                                                                         | KBS World                                                               | 140                                                           | Silver (Cơ bản) | Kênh ngôn ngữ nước ngoài                                                                       | | Toàn quốc (Philippines) | SkyCable là công ty truyền hình cáp lớn nhất Philippines |
| Việt Nam             | Cáp                              | HTVC                                                                             | KBS World                                                               |                                                               | | Tin tức tổng hợp quốc tế Lưu trữ ngày 25 tháng 7 năm 2010 tại Wayback Machine                  | | Hà Nội (Việt Nam) | |
| Việt Nam             | Cáp                              | SCTV                                                                             | KBS World                                                               | 64                                                            | Bảng kênh Truyền hình Analog Lưu trữ ngày 27 tháng 5 năm 2010 tại Wayback Machine                                                                                                 | Giải trí Tổng hợp - Hàn Quốc                                                                   | | Thành phố Hồ Chí Minh (Việt Nam) | |
| Campuchia            | Cáp                              | CCTV                                                                             | KBS World                                                               | 58                                                            | (Cơ bản) Lưu trữ ngày 7 tháng 8 năm 2013 tại Wayback Machine |                                                                                                | | Phnôm Pênh (Campuchia) | |
| Ấn Độ                | Vệ tinh                          | Reliance BIG TV                                                                  | KBS World                                                               | 255                                                           | Gói Bronze Plus - Rs 165/tháng (incl tax) Lưu trữ ngày 13 tháng 1 năm 2014 tại Wayback Machine                                                                                    |                                                                                                | | Toàn quốc (Ấn Độ) | Bronze Pack có sẵn từ 31 tháng 3 năm 2010. |
| Nga                  | Cáp                              | АКАДО-Столица (Akado Comcor TV)                                                  | KBS World                                                               | 94                                                            | Микс (gói cơ bản) RUB290/tháng Lưu trữ ngày 15 tháng 7 năm 2010 tại Wayback Machine                                                                                               | Gói Микс gồm 96 kênh                                                                           | 1 triệu | Moscow, Zelenograd và Lubertsy (Nga) | AKADO, Moscow là nhà cung cấp dịch vụ cáp lớn thứ hai với lượng khán giả xem đài lên đến 800,000 người ở Moscow và vùng Moscow.(20% thị trường) Lưu trữ ngày 3 tháng 10 năm 2011 tại Wayback Machine, hiện nay là (2010) 980,000 hợp đồng          |
| Kazakhstan           | Cáp                              | Alma TV                                                                          | KBS World                                                               | ?                                                             | СТАНДАРТ(Standard) Lưu trữ ngày 16 tháng 8 năm 2010 tại Wayback Machine | Toàn quốc                                                                                      | | Almaty (Kazakhstan) | |
| Kyrgyzstan           | Cáp                              | Ala TV                                                                           | KBS World                                                               | 46                                                            | Kĩ thuật số (Chuẩn) | Toàn cầu                                                                                       | | Bishkek (Kirgizstan) | |
| România              | Cáp                              | UPC Romania                                                                      | KBS World                                                               | 197                                                           | Gói thuê bao: trung bình, lớn |                                                                                                | | Toàn quốc - UPC Romania hoạt động tại 9 trong 12 thành phố lớn trong quốc gia, bao gồm Bucharest. (Romania) | UPC Romania là nhà điều hành truyền hình cáp lớn thứ hai ở Romania |
| Slovakia             | IPTV                             | Slovak Telekom (T-Com)                                                           | KBS World                                                               |                                                               | Gói truyền hình bổ sung (gói trung bình) |                                                                                                | | Toàn quốc (Slovakia) | |
| Ba Lan               | Vệ tinh                          | Cyfra+                                                                           | KBS World                                                               | 143                                                           | Free-to-air (FTA) | Chung                                                                                          | 1 triệu | Toàn quốc (Ba Lan) | Nền tảng kênh châu Á (Cyfra+) |
| Bulgaria             | Cáp                              | Cabletel                                                                         | KBS World                                                               |                                                               | Gói kĩ thuật số (Gói 16) Lưu trữ ngày 15 tháng 11 năm 2007 tại Wayback Machine |                                                                                                | 1 triệu Lưu trữ ngày 15 tháng 3 năm 2008 tại Wayback Machine                                                            | Toàn quốc (Bulgaria) | CableTEL là nhà điều hành truyền hình cáp lớn nhất Bulgaria Lưu trữ ngày 13 tháng 1 năm 2014 tại Wayback Machine |
| Đức                  | Cáp                              | Martens tv                                                                       | KBS World                                                               |                                                               | Digital Basis (Kĩ thuật số cơ bản) Lưu trữ ngày 25 tháng 8 năm 2011 tại Wayback Machine                                                                                           | Sprachen Paket6 (Gói6 ngôn ngữ)                                                                | | Hamburg (Đức) | |
| Đức                  | Cáp                              | NetCologne                                                                       | KBS World                                                               |                                                               | Vision Basis Lưu trữ ngày 22 tháng 8 năm 2009 tại Wayback Machine | Chương trình đầy đủ (Chung)                                                                    | | Wirtschaftsraum Köln/Bonn, d.h. die Stadt Köln und umliegende Gemeinden (Städte Hürth, Brühl, Frechen, Bergisch Gladbach), Rhein-Erft-Kreis, Leverkusen, Rhein-Sieg-Kreis, Bonn, Lohmar, Rösrath, Overath, teilweise Bensberg; Euskirchen. Lưu trữ ngày 22 tháng 7 năm 2010 tại Wayback Machine (Đức) | |
| Pháp                 | IPTV                             | Free (ISP)                                                                       | KBS World                                                               | 609                                                           | |                                                                                                | | Toàn quốc (Pháp) | Miễn phí đến các nhà cung cấp dịch vụ IPTV lớn nhất thế giới |
| Hy Lạp               | IPTV                             | ON tv                                                                            | KBS World                                                               | 57                                                            | Kênh dành cho gia đình (Ελεύθερα κανάλια- kênh miễn phí) Lưu trữ ngày 6 tháng 7 năm 2010 tại Wayback Machine EURO 15.25/tháng Lưu trữ ngày 4 tháng 7 năm 2010 tại Wayback Machine |                                                                                                | | Toàn quốc (Hy Lạp) | Có trên tất cả kênh truyền hình, cũng như tất cả kênh Hy Lạp, bao gồm truyền hình mặt đất (CINE+, SPOR+, PRISMA+, RΙΚ), được cung cấp miễn phí. Lưu trữ ngày 7 tháng 7 năm 2010 tại Wayback Machine                                                |
| Thổ Nhĩ Kỳ           | Cáp                              | Türksat(Tele dünya)                                                              | KBS World                                                               | 84                                                            | TELEDÜNYA TEMEL PAKET (gói cơ bản) (Ayda Sadece 9,5 TL- Turkish lira- 9.5/tháng)                                                                                                  | Kênh nước ngoài khác                                                                           | | Toàn quốc (Thổ Nhĩ Kỳ) | |
| Bolivia              | Cáp                              | Cotas Cable                                                                      | KBS World                                                               | 362                                                           | Cơ bản Lưu trữ ngày 13 tháng 1 năm 2014 tại Wayback Machine | Toàn cầu                                                                                       | | Santa Cruz, Warnes, Cotoca, La Guardia, El Torno Lưu trữ ngày 20 tháng 5 năm 2010 tại Wayback Machine (Bolivia) | |

## Liên kết
- Website chính thức
- KBS World tiếng Việt
- KBS World News Today Lưu trữ ngày 10 tháng 2 năm 2010 tại Wayback Machine (tiếng Anh)
- KBS America VOD Service Lưu trữ ngày 13 tháng 9 năm 2017 tại Wayback Machine